# Austrália nos Jogos Olímpicos de Verão de 1928
Austrália participou dos Jogos Olímpicos de Verão de 1928 em Amsterdã, Países Baixos.